# Deep Space Transport
El Deep Space Transport (transport d'espai profund) és una nau tripulada que està sent dissenyada per la NASA per portar tripulacions cap a Mart i les seves llunes. Farà servir una combinació de propulsió elèctrica i química i podrà portar fins a sis tripulants. El vehicle serà muntat a la base Deep Space Gateway usant llançaments del SLS i tornarà al mateix lloc després de les seves missions per ser preparat per les següents.